# ماكسيميليان شاخمان
ماكسيميليان شاخمان (بالألمانية: Maximilian Schachmann)‏ (و. 1994  م) هو راكب دراجة هوائية ألماني، ولد في برلين.

## سباقات أو مراحل فاز بها
| التاريخ        | السباق                                                                     | المركز                                                                   |
| -------------- | -------------------------------------------------------------------------- | ------------------------------------------------------------------------ |
| 01 يناير 2012  | بطولة العالم لسباق الدراجات على الطريق – سباق الطريق ضد الساعة للشبان 2012 |                                                                          |
| 01 يناير 2015  | سباق الزمن تحت 23 سنة في بطولة العالم 2015                                 |                                                                          |
| 07 أغسطس 2015  | سباق الزمن للرجال - بطولة أوروبا للدراجات 2015                             |                                                                          |
| 03 أبريل 2016  | تريبتيك ديس مونتس إت شاتيوكس 2016                                          | الثالث في التصنيف العام                                                  |
| 24 يونيو 2016  | سباق الطريق ضد الساعة للرجال تحت 23 سنة في بطولة ألمانيا 2016              | الفائز في التصنيف العام                                                  |
| 31 يوليو 2016  | 2016 Tour Alsace                                                           | الفائز في التصنيف العام                                                  |
| 10 أكتوبر 2016 | سباق الزمن تحت 23 سنة في بطولة العالم 2016                                 |                                                                          |
| 01 مارس 2017   | لو سامين 2017                                                              | العاشر في التصنيف العام                                                  |
| 30 أبريل 2017  | طواف روماندي 2017                                                          | الثاني في تصنيف أفضل شاب                                                 |
| 20 مايو 2017   | طواف كاليفورنيا 2017                                                       | الخامس في تصنيف أفضل شاب                                                 |
| 18 يونيو 2017  | ستير زي إل إم تور 2017                                                     | الرابع في التصنيف العام                                                  |
| 10 مارس 2019   | جي بي إندوستريا وأرتيجياناتو 2019                                          | الفائز في التصنيف العام                                                  |
| 13 أبريل 2019  | طواف إقليم الباسك 2019                                                     | الأول في تصنيف النقاط، العاشر في التصنيف العام، الثاني في تصنيف أفضل شاب |
| 14 مارس 2020   | باريس-نايس 2020                                                            | الفائز في التصنيف العام                                                  |
| 14 مارس 2021   | باريس-نيس 2021                                                             | الفائز في التصنيف العام                                                  |
| 20 يونيو 2021  | سباق الطريق للرجال في بطولة ألمانيا 2021                                   | الفائز في التصنيف العام                                                  |
| 10 يونيو 2022  | غروسر برايس ديس كانتونس أرجو 2022                                          |                                                                          |
| 23 يونيو 2023  | 2023 Germany National Road Cycling Championships - Men ITT                 |                                                                          |
| 25 يونيو 2023  | 2023 Germany National Road Cycling Championships - Men RR                  |                                                                          |
| 21 يونيو 2024  | 2024 Germany National Road Cycling Championships - Men ITT                 |                                                                          |

## روابط خارجية
- ماكسيميليان شاخمان على موقع الاتحاد الدولي للدراجات (الإنجليزية)
- ماكسيميليان شاخمان على موقع أرشيف الدراجات (الإنجليزية)
- ماكسيميليان شاخمان على موقع إحصائيات الدراجات الإحترافية (الإنجليزية)
- ماكسيميليان شاخمان على موقع نسبة الدراجات (الإنجليزية)
- ماكسيميليان شاخمان على موقع CycleBase (الإنجليزية)
- ماكسيميليان شاخمان على موقع CyclingDatabase.com (مؤرشف) (الإنجليزية)
- ماكسيميليان شاخمان على موقع أوليمبيديا (الإنجليزية)
- ماكسيميليان شاخمان على موقع اللجنة الأولمبية الألمانية (الألمانية)